# Grand Prix moto du Portugal
Pour les articles homonymes, voir Grand Prix du Portugal (homonymie).
Le Grand Prix moto du Portugal de vitesse moto est une épreuve du Championnat du monde de vitesse moto. Organisé pour la première fois en Espagne sur le circuit permanent du Jarama en 1987, il a été disputé sur le circuit d'Estoril de 2000 à 2012, année de sa dernière édition.
En 2020, la course est ajoutée au calendrier en raison de la pandémie de Covid-19, le Grand Prix se déroule sur l'Autódromo Internacional do Algarve, à Portimão. C'est la première fois qu'une course MotoGP se déroule sur ce circuit. Le Grand Prix est ensuite reconduit pour les années suivantes.
En 2021, deux courses ont eu lien à l'Autódromo Internacional do Algarve, la seconde portant le nom de Grand Prix d'Algarve.

## Les différents circuits utilisés

Circuito Permanente Del Jarama (1987)
Autódromo do Estoril (2000-2012)
Autódromo Internacional do Algarve (2020-)

## Palmarès
| Année | Circuit | 80 cm³         | 125 cm³      | 250 cm³    | 500 cm³      | Rapport |
| ----- | ------- | -------------- | ------------ | ---------- | ------------ | ------- |
| 1987  | Jarama  | Jorge Martínez | Paolo Casoli | Anton Mang | Eddie Lawson | Rapport |

| Année          | Circuit   | 125 cm³         | 250 cm³          | 500 cm³          | Rapport   |
| -------------- | --------- | --------------- | ---------------- | ---------------- | --------- |
| 2000           | Estoril   | Emilio Alzamora | Daijiro Kato     | Garry McCoy      | Rapport   |
| 2001           | Estoril   | Manuel Poggiali | Daijiro Kato     | Valentino Rossi  | Rapport   |
| Année          | Circuit   | 125 cm³         | 250 cm³          | MotoGP           | Rapport   |
| 2002           | Estoril   | Arnaud Vincent  | Fonsi Nieto      | Valentino Rossi  | Rapport   |
| 2003           | Estoril   | Pablo Nieto     | Toni Elías       | Valentino Rossi  | Rapport   |
| 2004           | Estoril   | Héctor Barberá  | Toni Elías       | Valentino Rossi  | Rapport   |
| 2005           | Estoril   | Mika Kallio     | Casey Stoner     | Alex Barros      | Rapport   |
| 2006           | Estoril   | Álvaro Bautista | Andrea Dovizioso | Toni Elías       | Rapport   |
| 2007           | Estoril   | Héctor Faubel   | Alvaro Bautista  | Valentino Rossi  | Rapport   |
| 2008           | Estoril   | Simone Corsi    | Alvaro Bautista  | Jorge Lorenzo    | Rapport   |
| 2009           | Estoril   | Pol Espargaró   | Marco Simoncelli | Jorge Lorenzo    | Rapport   |
| Année          | Circuit   | 125 cm³         | Moto2            | MotoGP           | Rapport   |
| 2010           | Estoril   | Marc Márquez    | Stefan Bradl     | Jorge Lorenzo    | Rapport   |
| 2011           | Estoril   | Nicolás Terol   | Stefan Bradl     | Dani Pedrosa     | Rapport   |
| Année          | Circuit   | Moto3           | Moto2            | MotoGP           | Rapport   |
| 2012           | Estoril   | Sandro Cortese  | Marc Márquez     | Casey Stoner     | Rapport   |
| 2013-2019      | Non couru | Non couru       | Non couru        | Non couru        | Non couru |
| 2020           | Portimão  | Raúl Fernández  | Remy Gardner     | Miguel Oliveira  | Rapport   |
| 2021           | Portimão  | Pedro Acosta    | Raúl Fernández   | Fabio Quartararo | Rapport   |
| 2021 (Algarve) | Portimão  | Pedro Acosta    | Remy Gardner     | Pecco Bagnaia    | Rapport   |
| 2022           | Portimão  | Sergio García   | Joe Roberts      | Fabio Quartararo | Rapport   |
| 2023           | Portimão  | Daniel Holgado  | Pedro Acosta     | Pecco Bagnaia    | Rapport   |
| 2024           | Portimão  | Daniel Holgado  | Aron Canet       | Jorge Martin     | Rapport   |